# Ananda Mikola
Ananda Mikola (ur. 27 kwietnia 1980 roku w Dżakarcie) – indonezyjski kierowca wyścigowy.

## Kariera
Mikola rozpoczął karierę w wyścigach samochodowych w 1996 roku od startów w Formule Asia, gdzie został mistrzem. W późniejszych latach pojawiał się także w stawce Włoskiej Formuły 3, Masters of Formula 3, Włoskiej Formuły 3000, Formuły 3000, World Series Light, Azjatyckiej Formuły 3, Azjatyckiej Formuły Renault V6, A1 Grand Prix, Europejskiej  Formuły 3000, Speedcar Series, Azjatyckiego Pucharu Porsche Carrera, Superstars Championship Italy oraz Superstars International Series.
W Formule 3000 Indonezyjczyk startował w latach 2000-2001. Jednak nigdy nie zdobywał punktów.